# Фаленопсис горбатий
Фаленопсис горбатий (лат. Phalaenopsis gibbosa) — епіфітна трав'яниста рослина родини орхідні.
Вид не має усталеної української назви. В україномовних джерелах зазвичай використовується наукова назва Phalaenopsis gibbosa.

## Синонім
- Polychilos gibbosa (HR Sweet) Shim 1982

## Біологічний опис
Мініатюрний моноподіальний епіфіт.
Стебло укорочене, приховане основами 1-2 листків.
Коріння численне, товсте, гладке і звивисте.
Листя темно-зелене, довгасто-овальне, м'ясисте, довжиною до 12 см, шириною — до 4,5 см. 
 Листя можуть бути відсутні. У цьому випадку фотосинтез здійснюється тільки корінням.
Квітконосів 1-3. Довжиною до 15 см, розгалужені, несуть до 10 дрібних квітів.
Квіти в діаметрі 1-1,5 см, з легким ароматом, тонкої текстури, чистого білого кольору, губа довга, широка, біла з двома жовтими плямами з боків. Сезон цвітіння в природі — початок весни. Загальна тривалість цвітіння 15-30 днів. 
 Близький вид — Phalaenopsis parishii.

## Ареал, екологічні особливості
Лаос і В'єтнам.
Вічнозелені, рівнинні і гірські ліси від 0 до 1000 метрів над рівнем моря.
Кліматичні умови (В'єтнам, Далат, близько 500 метрів над рівнем моря): 

Сезонні зміни температури повітря незначні. Вдень 29-33°С, вночі 17-24°С. Відносна вологість повітря весь рік близько 80%. З листопада по квітень сухий сезон, середньомісячна кількість опадів — 10-100 мм. З травня по жовтень вологий сезон, середньомісячна кількість опадів 220—300 мм 

У природі рідкий. Відноситься до числа видів, що охороняються (II додаток CITES).

## Історія опису
Видове назву Phalaenopsis gibbosa утворена від латинського слова gibbosus (gibberosus), що перекладається, як горбатий, заплутаний або ускладнений. Описано Світом в 1970 р. з гербарного зразка. Рослина було виявлено на одному з квіткових ринків Ханою. Виявилося, що рослини були зібрані в кількох десятках кілометрів від міста. У 1992 ботанік Сейденфаден, повторно описав вид по живих рослинах.

## У культурі
Температурна група — тепла. Для нормального цвітіння обов'язковий перепад температур день/ніч в 5-8°С.
Вимоги до освітлення: 1200 FC, 12912 lx.
Відносна вологість повітря 65-85%.
Загальна інформація про агротехніку у статті Фаленопсис.

## Деякі первинні гібриди
- Giga — gigantea х gibbosa (Hou Tse Liu) 2007
- Little Tenderness — wilsonii х gibbosa (Luc Vincent) 2003
- Little Green — mannii х gibbosa (Luc Vincent) 2003
- Love Gift — parishii х gibbosa (Hou Tse Liu) 2000
- Miracle Gift — micholitzii х gibbosa (Hou Tse Liu) 1999
- Musick Sweetheart — honghenensis х gibbosa (F. & M. Kaufmann) 2003